# Haumea Corona
Haumea Corona est une corona, formation géologique en forme de couronne, située sur la planète Vénus par 54° N et 21,8° E. Elle est localisée dans le quadrangle de Fortuna Tessera. Elle a été nommée en référence à Hauméa, déesse polynésienne de la fertilité. 

## Géographie et géologie
Haumea Corona couvre une surface circulaire d'environ 375 km de diamètre. 